# Teodorico Bonacci
Teodorico Bonacci (Jesi, 30 giugno 1838 – Roma, 13 gennaio 1905) è stato un politico italiano, deputato e senatore del Regno.
Fu Ministro di Grazia e Giustizia e Culti del Regno d'Italia nei Governi Giolitti I e di Rudinì V.

## Biografia
Figlio del politico e magistrato Filippo Bonacci, nel 1866 partecipa ai moti garibaldini.